# Club Me (ep)
Club Me is de derde ep die als extra is uitgebracht door de Amerikaanse punkrockband The Offspring op 1 januari 1997. Het was aanvankelijk alleen beschikbaar voor leden van de fanclub. Exemplaren ervan werden soms verkocht via hun online winkel.
Club Me kwam gelijk met Ixnay on the Hombre in 1997. De foto op de eigenlijke cd is een grotere versie van een van de foto's op de achterkant van Ixnay on the Hombre. Geen van de nummers op de ep verschijnt echter op Ixnay op de Hombre of een ander Offspring-album. 

## Nummers
| No. | Titel                            | Looptijd |
| --- | -------------------------------- | -------- |
| 1.  | "I Got a Right" (Iggy Pop cover) | 2:20     |
| 2.  | "D.U.I."                         | 2:26     |
| 3.  | "Smash It Up" (The Damned cover) | 3:25     |

## Betrokkenen
- Dexter Holland – zang, slaggitaar
- Noodles – leadgitaar, achtergrondzang
- Greg K. – basgitaar, achtergrondzang
- Ron Welty – drums